# Yale (Colúmbia Britânica)
Yale é uma cidade não incorporada na província canadense da Colúmbia Britânica.